# رضوان اکنیوان
رضوان اکنیوان (انگلیسی: Redouane Akniouene؛ زادهٔ ۱۵ ژانویهٔ ۱۹۸۲) بازیکن فوتبال اهل الجزایر است.
از باشگاه‌هایی که در آن بازی کرده‌است می‌توان به باشگاه فوتبال شباب بلوزداد اشاره کرد.
وی همچنین در تیم ملی فوتبال الجزایر بازی کرده‌است.